# Johan Åström
Johan Åström, född 30 november 1767 i Gävle, död 29 februari 1844 i Simtuna församling. Teologie doktor, prost, kyrkoherde och psalmdiktare i Simtuna och Altuna socknar i Uppland. Johan Åström var under sin levnad en av kyrkans mera framstående män och arbetade med Johan Olof Wallin på redigeringen av 1819 års psalmbok, välkänd för sitt sunda omdöme och skarpsinniga granskning. Tills sin karaktär var Johan Åström anspråkslös och sträng mot sina egna litterära skapelser. Gifte sig vid 33 års ålder med Maria Eleonora Alner och fick tio barn, varav alla överlevde honom utom ett.
Han deltog i att ta fram nya kyrkliga böcker 1810-1819. 
I 1819 års psalmbok torde nr 19, 27, 39, 42, 71, 74, 126, 130, 163, 168, 211 och 343 vara original psalmer av Johan Åström, enligt den biografi som finns nedtecknad över honom där. 
Han finns bland annat representerad i Den svenska psalmboken 1986 med fem originaltexter (nr 215, 220, 348, 408, 567) och två bearbetningar av psalmer (nr 36, 169).
I 1937 års psalmbok finns han representerad med 18 verk (nr 18, 36, 50, 64, 109, 127, 144, 216, 255, 259, 293, 295, 341, 346, 364, 463, samt VI och XVI)

## Biografi
Åström föddes 30 november 1767 i Gävle. Han var son till orgeltramparen Johan Mattsson Åström och Elisabeth Insulander. Åström började att studera i Gävle och blev vårterminen 1785 student vid Uppsala universitet. Han blev 16 juni 1794 magister där. Åström prästvigdes 5 juni 1793 och tog pastoralexamen 14 juni 1799. Åström blev i december 1795 hospitalspredikant i Uppsala. 1 oktober 1799 blev han kyrkoherde i Hedvigs församling i Norrköping och tillträdde tjänsten direkt. Åström blev 1 oktober 1805 kyrkoherde i Tuna församling och tillträdde tjänsten 1806. 4 november 1820 blev han kyrkoherde i Simtuna församling och tillträdde tjänsten 1821. Den 10 juni 1808 blev han prost och 7 oktober 1809 teologie doktor. Åström avled 29 februari 1844 i Simtuna socken.
1797 predikade Åström vid magisterpromotionen i Uppsala. Den 20 december 1798 höll Åström tal på Svenska Akademiens högtidsdag. 1805 predikade han vid prästmötet i Linköping. Åström predikade 1830 vid teologie doktorspromotionen i Uppsala.

### Familj
Åström gifte sig 2 april 1800 med Maria Eleonora Alner (1781-1962). Hon var dotter till prosten Nils Alner och Sara Christina Boman i Upplands-Tuna. De fick tillsammans barnen komministern Nils Johan Åström i Färentuna församling, Christina Eleonora Åström (1804-1869) som var gift med kyrkoherden Anders Fernander i Åkerby församling, arrendatorn Fredric Abraham Åström (1806-1845) i Simtuna socken, Hedvig Elisabeth Åström (1809-1812), Lovisa Johanna Åström (1811-1864) som var gift med komministern Carl Lindgren i Hacksta församling, Hedvig Maria Åström (1813-1901) som var gift med inspektorn Johan Wlhelm Håkansson på Vallby i Ärentuna socken, Eva Carolina Åström som var gift med kyrkoherden Jacob Östberg i Hjorteds församling, Augusta Andreetta (född 1818), Fredrica Andreetta Åström (född 1818) och Mathilda Ottiliana Åström (1822-1890) som var gift med kyrkoherden Jonas Höijer i Årsunda församling.

## Psalmer
- O Kriste, oss benåda med den tidigare inledningen Förlossningen är vunnen (1986 nr 36) bearbetad 1816 Finns på Wikisource.
- På dig jag hoppas, Herre kär (1695 nr 46, SMF1920 nr 45, 1986 nr 550) bearbetad 1814 Finns på Wikisource.
- Till den himmel som blir allas (1937 nr 255, 1986 nr 220 i en bearbetning av Anders Frostenson) skriven 1816
- Uppfaren är vår Herre Krist i senaste bearbetningen med inledningen Till himlen Herren Jesus for (1937 nr 127, omarbetad 1986 nr 158) Finns på Wikisource.

- Den svenska psalmboken 1819
  - 6 Gud, du av inga skiften vet
  - 19 Oändlige, i ljusets strålar
  - 27 Gud, jag i stoftet böjer mig
  - 39 Vad Herren äskar, vad är rätt
  - 42 Höj, mänska, höj ur gruset
  - 50 Förlossningen är vunnen Finns på Wikisource.
  - 64 Välsignat vare Jesu namn, bearbetad 1814. Finns på Wikisource.
  - 71 Dig jag ödmjukt vill betrakta
  - 74 Kriste, som ditt ursprung leder
  - 126 Dit du går, dit går ock jag
  - 130 Du som av gudomsskötet går, skriven 1816. Vers 8 i Du, som av gudomsskötet går. Finns på Wikisource.
  - 163 Store Gud, vad skall jag göra
  - 168 Store Gud, som handen räckte
  - 200 Tvivlan ur min själ försvinne
  - 211 Upp, kristen, upp till kamp och strid, skriven 1816 Finns på Wikisource.
  - 219 Gud, fullkomlighetens källa
  - 226 På dig jag hoppas, Herre kär Finns på Wikisource.
  - 235 Ju större kors, ju bättre kristen Finns på Wikisource.
  - 343 Gode Gud, som lät mig hinna
  - 346 Ack, ren i unga åren
  - 408 Snabbt som blixten de försvinna (översättning) Finns på Wikisource.
  - 486 I himmelen, i himmelen * Finns på Wikisource.

- Den svenska psalmboken 1937
  - 18 Gud, du av inga skiften vet
  - 36 Kriste, som ditt ursprung leder
  - 50 Förlossningen är vunnen
  - 64 Välsignat vare Jesu namn, bearbetad 1814. Finns på Wikisource.
  - 109 Låt oss fröjdas, gladligt sjunga, bearbetad 1814 Finns på Wikisource.
  - 127 Uppfaren är vår Herre Krist
  - 144 I himmelen, i himmelen
  - 216 O gode Ande, led du mig, skriven 1816. Vers 8 i Du, som av gudomsskötet går. Finns på Wikisource.
  - 255 Till den himmel, som blir allas
  - 259 Store Gud, som handen räckte, skriven 1816 Finns på Wikisource.
  - 293 Tvivlan ur min själ försvinne
  - 295 Gud, fullkomlighetens källa
  - 341 På dig jag hoppas, Herre kär
  - 346 Upp, kristen, upp till kamp och strid, skriven 1816 Finns på Wikisource.
  - 364 Ju större kors, ju bättre kristen
  - 463 Snabbt som blixten de försvinna, översatt 1816 Finns på Wikisource.

- Den svenska psalmboken 1986
  - 36 O Kriste, oss benåda
  - 169 I himmelen, i himmelen, bearbetad 1816 Finns på Wikisource.
  - 215 Gud, din nåd till himlen räcker, skriven 1816 Finns på Wikisource.
  - 220 Till den himmel som blir allas
  - 348 Kristus, konung som hör hemma, skriven 1814
  - 408 O gode Ande, led du mig, skriven 1816. Vers 8 i Du, som av gudomsskötet går. Finns på Wikisource.
  - 567 Upp, kristen, upp till kamp och strid, skriven 1816 Finns på Wikisource.